# Nils Olof Holst
Nils Olof Holst, född 7 maj 1846 i Jämshög, Blekinge län, död 27 april 1918 i Lund, var en svensk geolog.
Holst blev 1866 student vid Lunds universitet, 1874 filosofie doktor, 1875 docent i mineralogi vid Lunds universitet och var 1877-1909 geolog vid Sveriges geologiska undersökning (SGU). Han fortsatte även senare sitt författarskap på det glacialgeologiska området, där han alltjämt hävdade och utvecklade sina åsikter om istidens enhet; särskilt hans arbete om Alnarpsfloden väckte uppmärksamhet. Han blev 1905 ledamot av Fysiografiska sällskapet i Lund.